# Медаль Сопротивления (Франция)
Меда́ль Сопротивле́ния или медаль Французского Сопротивления (фр. Médaille de la Résistance française) — французская награда, учреждённая генералом Шарлем де Голлем 9 февраля 1943 года. Вручалась «за веру и мужество сражавшихся во Франции и за рубежом, которые внесли вклад в сопротивление французского народа против врага и его пособников с 18 июня 1940».

## История
Французской медалью Сопротивления были награждены примерно 38 288 человек при жизни, ещё 24 463 человека — посмертно (всего — 65 295 награждённых, медалью с розеткой (более высокая степень, учреждена 2 ноября 1945 года) — 4586 награждённых), принадлежащим к Свободной Франции и Сопротивлению. Награда вручалась до 31 декабря 1947 года в Индокитае и до 31 марта 1947 года по всему миру. Помимо людей медалью были награждены 18 коммун и территорий (в их числе Лион, Брест, Иль-де-Сен и Новая Каледония, 21 воинская часть, а также 15 других организаций, включая монастыри, школы и больницы.

## Внешний вид
Медаль изготовлена из бронзы. На лицевой стороне изображён лотарингский крест, под ним полукругом римскими цифрами нанесена дата: XVIII.VI.MCMXL (18.06.1940). На обратной стороне медали нанесены слова «PATRIA NON IMMEMOR» (лат. Отечество не забывает).
Медаль подвешена на красной ленте с черными полосами. Награда вручалась в двух вариантах — простая медаль и офицерская медаль с розеткой.
- — наградная планка медали.
- — наградная планка медали с розеткой.